# 와타나베 다이고
와타나베 다이고(일본어: 渡邉 大剛, 1984년 12월 3일 ~ )는 일본의 전 축구 선수이며 선수 시절 포지션은 우측 미드필더 내지는 우측 윙백이었다. 그의 친동생인 와타나베 카즈마역시 축구 선수이다. 2016 시즌 부산 아이파크에서 뛴 적이 있다.

## 축구인 경력

### 클럽 경력
2003년 교토 퍼플 상가에 입단하였다. 첫 시즌엔 한 경기도 출전하지 못하였지만 두번째 시즌부터 출전 기회를 늘려가기 시작했고 2006년 미노베 나오히코 감독이 부임한 후 주전으로 도약하였다.
2010 시즌을 끝으로 교토가 J2로 강등된 후 오미야 아르디자로 이적하였다.
2016년 1월 대한민국 K리그 챌린지의 부산 아이파크로 이적하였다.